# 济源大明寺
35°02′15″N 112°35′42″E / 35.03750°N 112.59500°E
济源大明寺位于中国河南省济源市轵城镇，2001年被列为第五批全国重点文物保护单位。
西汉轵王在此建祖庙，北宋在此建寺，元至元十四年（1277年）重建。现存元、明、清建筑十三座，整体建筑坐北朝南，南北长149米，东西长137米，占地总面积2万余平方米。由南至北沿中轴线分布有山门、金刚殿、阎君殿、配殿、中佛殿、珈蓝殿、僧房、后佛殿等建筑。主体建筑中佛殿面阔三间，进深三间，单檐歇山顶，是河南省四座元代木构建筑之一。珈蓝殿建于明代，面阔三间，进深四架椽，单檐悬山顶。后佛殿建于清代，面阔三间，进深三间，单檐悬山顶，殿内彩绘保存较好。

## 图集

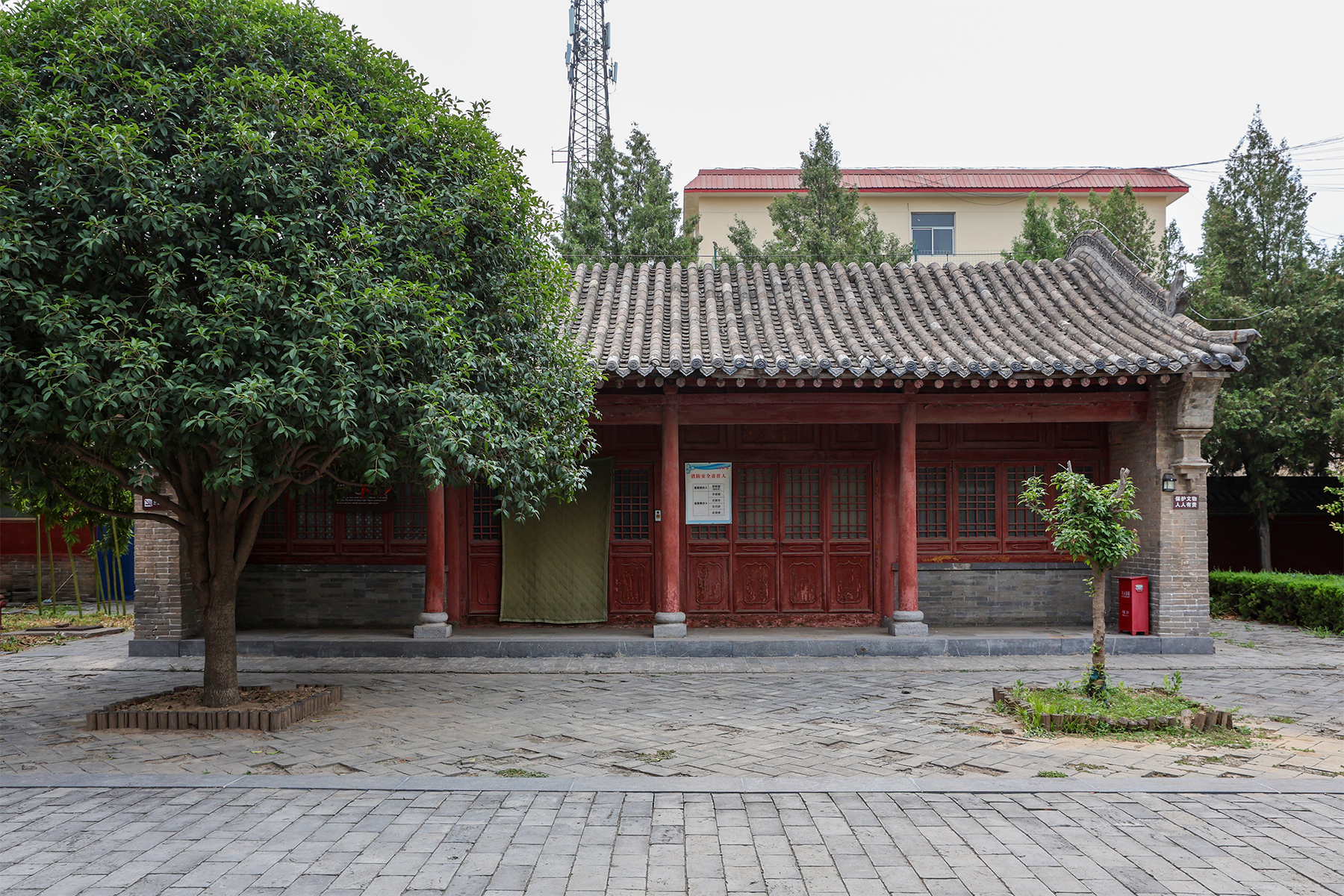
清代金刚殿
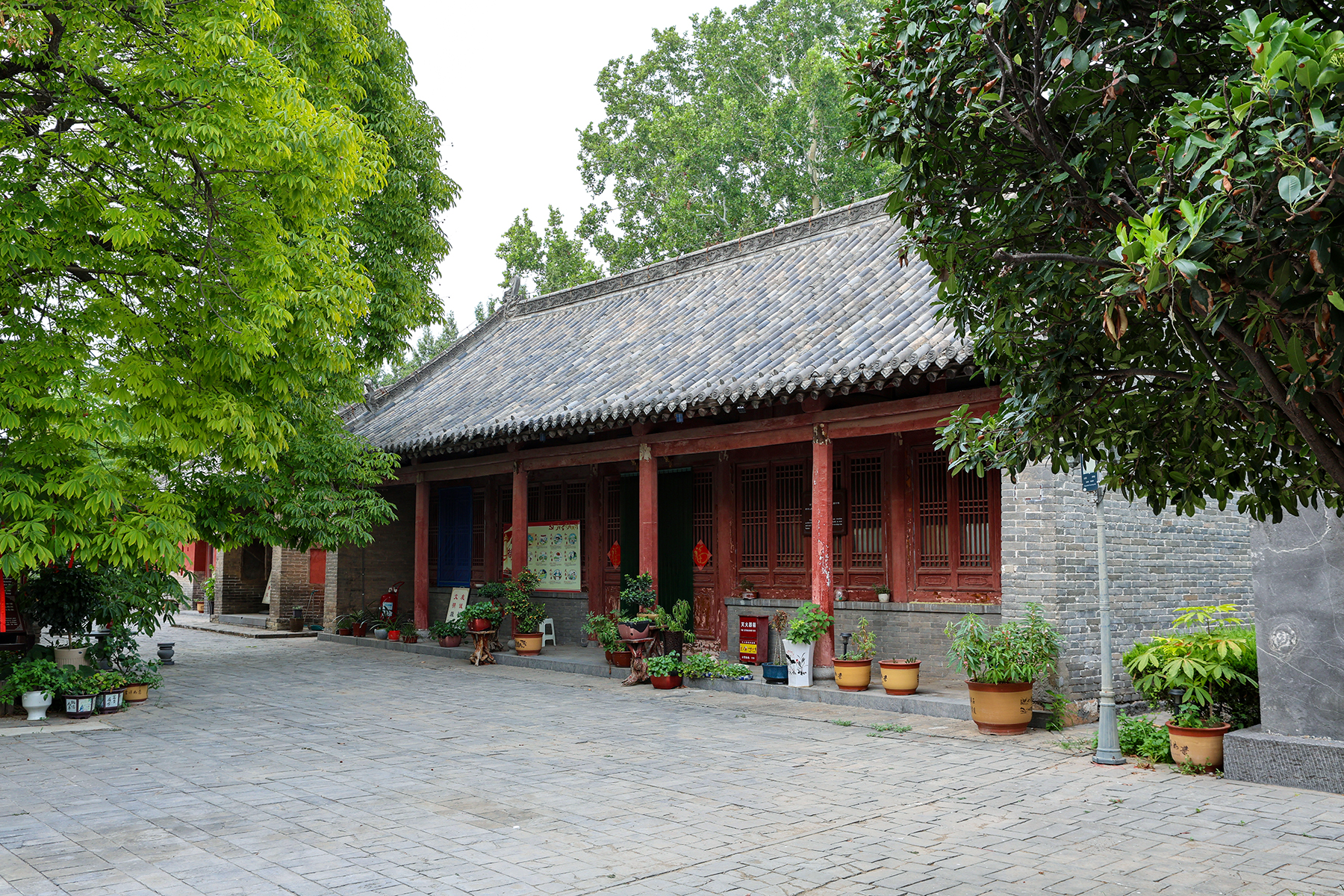
清代阎君殿
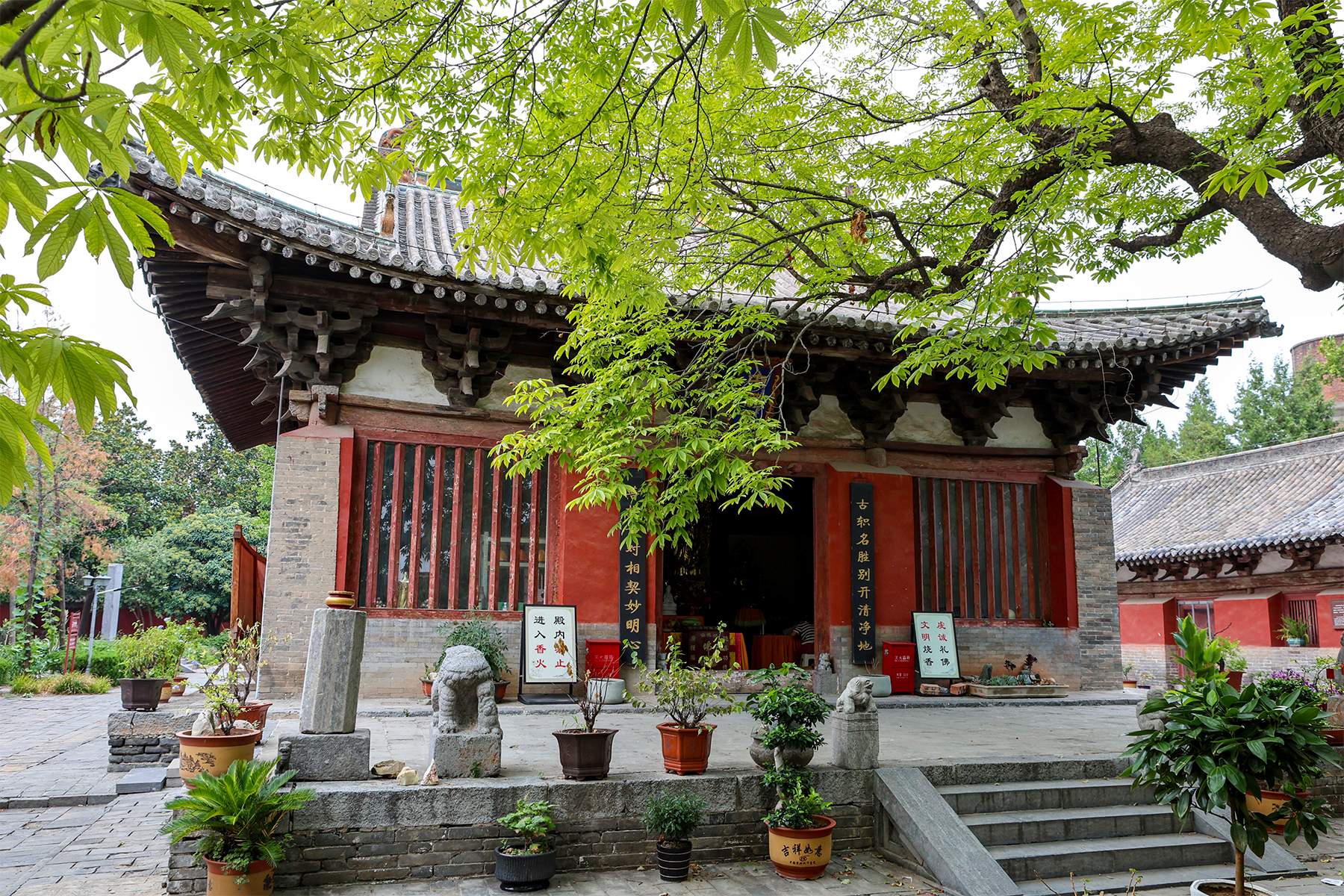
元代中佛殿（南面）
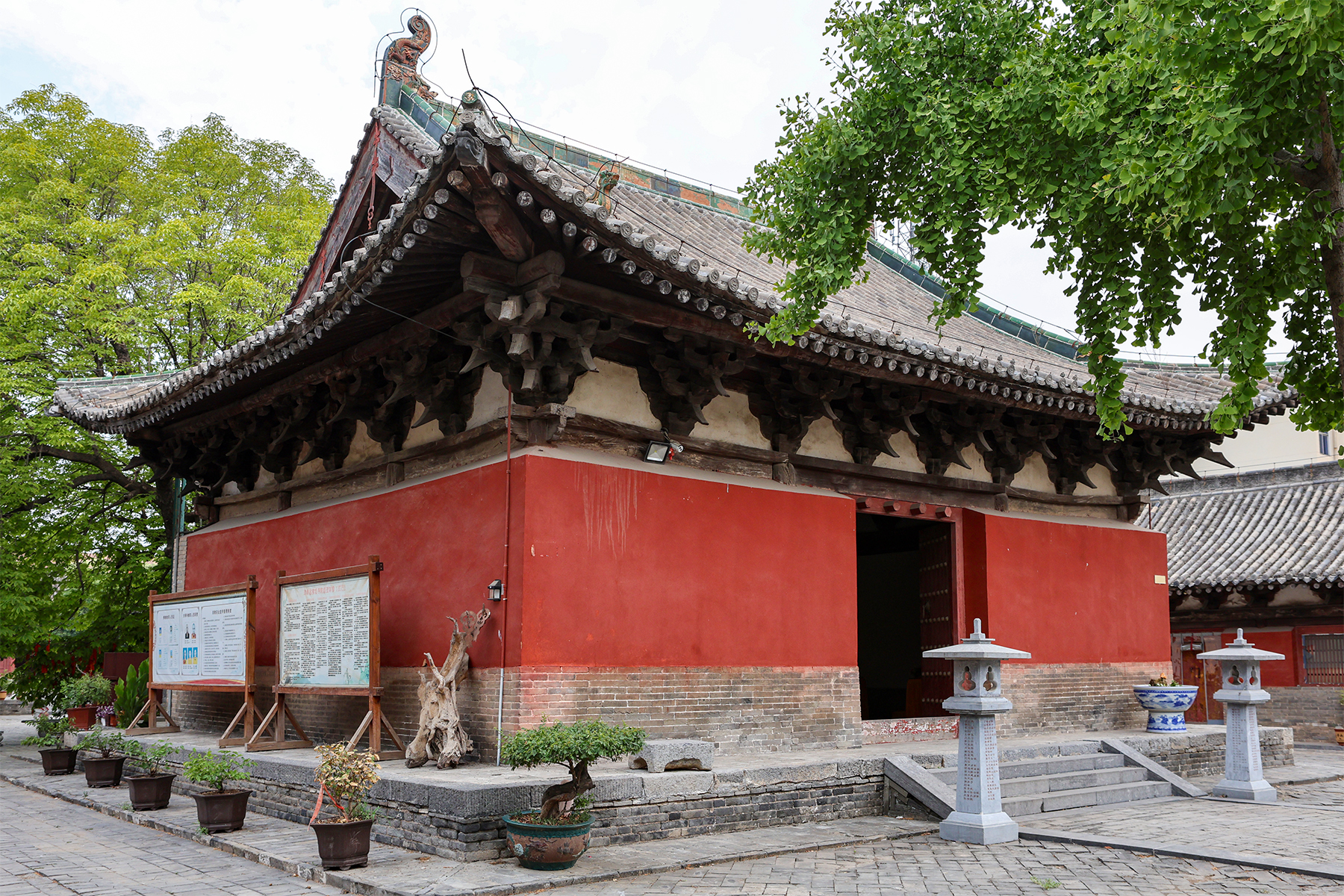
元代中佛殿（北面）
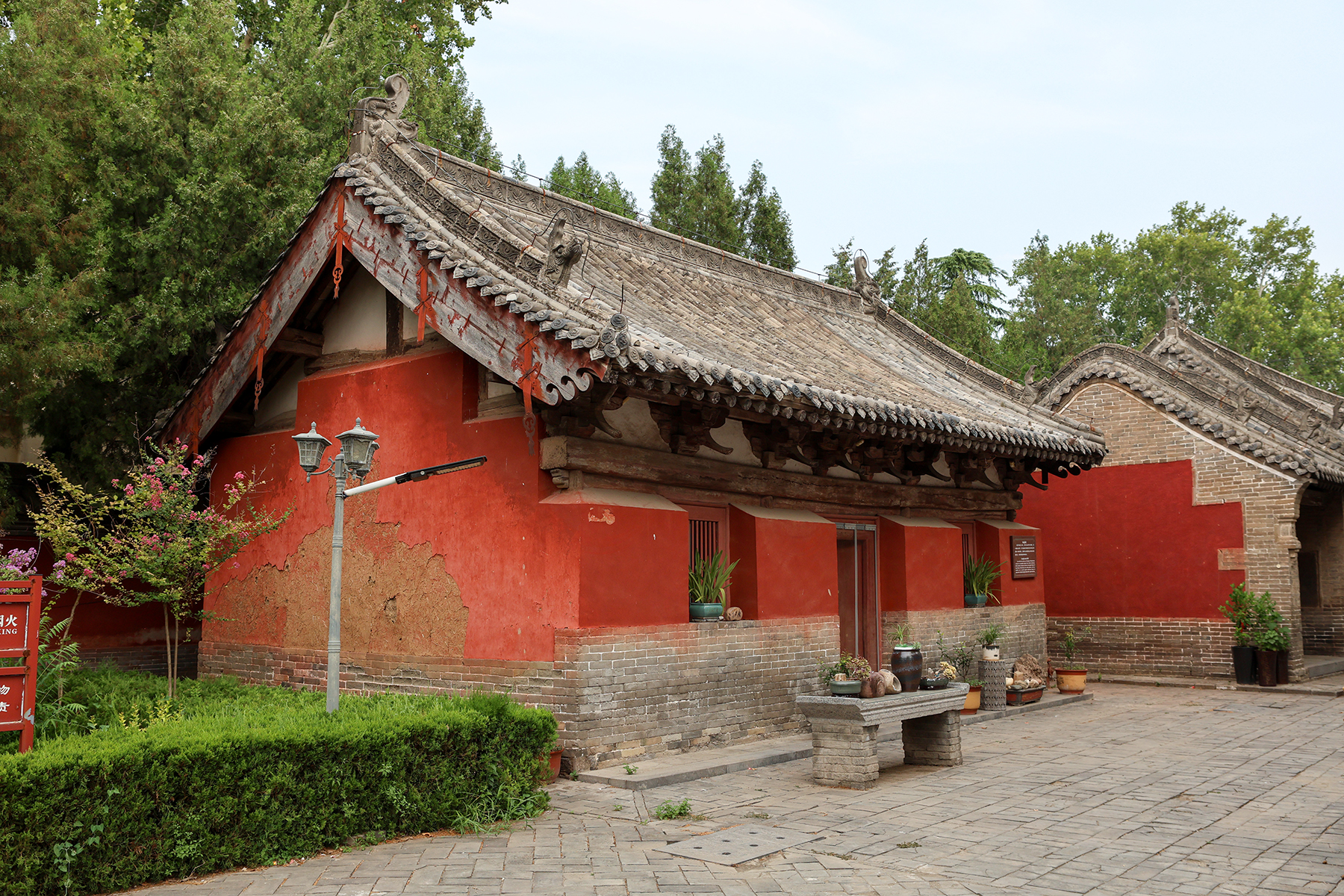
明代珈蓝殿
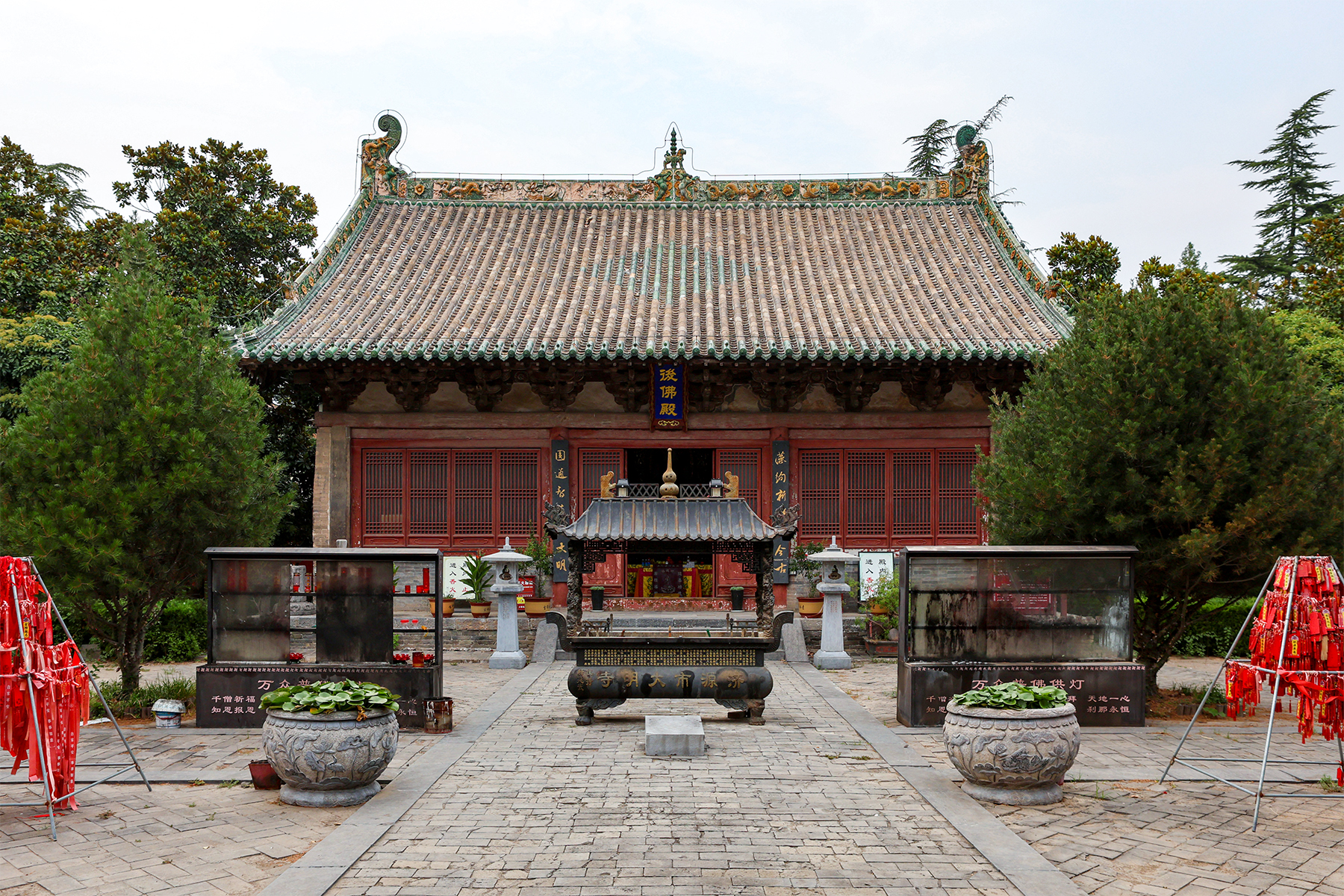
清代后佛殿